# Mojmír I
Mojmír I (también Moymir o Moimir, c. 795-846) fue el primer Príncipe conocido de Moravia (830-833) y el primer príncipe de la Gran Moravia (833-846).

Mojmír I puede ser rastreado por las fuentes francas hacia 830, donde se le señala como uno de los señores del río Morava. Este príncipe apoyó misiones cristianas provenientes de Passau. Conquistó el vecino Principado de Nitra, gobernado originalmente por Pribina. Creó el Imperio de la Gran Moravia fundiendo ambos Estados. 